# Rimae Hypatia
Rimae Hypatia – grupa rowów  na powierzchni Księżyca o średnicy około 206 km. Znajduje się przy południowo-zachodnim brzegu Mare Tranquillitatis na współrzędnych selenograficznych ☾ 0,4°S 22,4°E/-0,400000 22,400000. Nazwa tego systemu kanałów została nadana w 1964 roku przez Międzynarodową Unię Astronomiczną i pochodzi od pobliskiego krateru Hypatia.